# Azyrakhmedli
Azyrakhmedli (ryska: Азырахмедли) är en ort i Azerbajdzjan.   Den ligger i distriktet Goranboj, i den centrala delen av landet, 280 kilometer väster om huvudstaden Baku. Azyrakhmedli ligger 169 meter över havet och antalet invånare är 2 347.
Terrängen runt Azyrakhmedli är platt. Närmaste större samhälle är Goranboy, 18,6 kilometer sydost om Azyrakhmedli.
Trakten runt Azyrakhmedli består till största delen av jordbruksmark. Runt Azyrakhmedli är det ganska tätbefolkat, med 70 invånare per kvadratkilometer.